# Australiodillo anomalus
Australiodillo anomalus är en kräftdjursart som beskrevs av Lewis 1998. Australiodillo anomalus ingår i släktet Australiodillo och familjen Armadillidae. Inga underarter finns listade i Catalogue of Life.